# هارولد هنري فيشر
هارولد هنري فيشر (بالإنجليزية: Harold Henry Fisher)‏ هو مؤرخ أمريكي، ولد في 1890، وتوفي في 1975.